# Pelham Bay Park
El Pelham Bay Park és el parc més gran de la ciutat de New York. Situat al nord del Bronx, s'estén sobre 11 km² (és a dir, més de tres vegades la superfície de Central Park), i és administrat pel New York City Department of Parks and Recreation.